# Pujol del Llobet
El Pujol del Llobet és una muntanya de 745 metres que es troba al municipi de Mura, a la comarca catalana del Bages.